# 이해우 (배우)
이해우(1987년 7월 9일~)는 대한민국의 배우이다.

## 학력
- 마포고등학교 (졸업)
- 성균관대학교 연기예술학과 (졸업)

## 연기 활동

### 드라마
- 2007년 MBC 월화드라마 《이산》
- 2009년 KBS2 월화드라마 《꽃보다 남자》 ... 호스트 Q 역
- 2010년 태국 Ch9 《같은 태양 아래 지평선》 ... 영석 (ซกยอง) 역
- 2010년 MBC 일일연속극 《황금물고기》 ... 문석진 역
- 2012년 MBC 주말드라마 《무신》 ... 김미 역
- 2013년 MBC 일일 특별기획 《구암허준》 ... 허겸 역
- 2013년 KBS2 일일드라마 《루비반지》 ... 노지혁 역
- 2014년 KBS2 수목드라마 《빅맨》 ... 문명호 역
- 2014년 MBC 주말드라마 《장미빛 연인들》 ... 김승현 역
- 2015년 KBS2 TV소설 《그래도 푸르른 날에》 ... 서인호 역
- 2016년 OCN 주말드라마 《동네의 영웅》 (특별출연)
- 2019년 KBS2 일일드라마 《우아한 모녀》 ... 데니 정 역
- 2020년 TV조선 토일드라마 《바람과 구름과 비》 ... 민승호 역
- 2022년 Disney+ 오리지널 드라마 《카지노》 ... 필립 역
- 2023년 Disney+ 오리지널 드라마 《카지노 시즌2》 ... 필립 역
- 2024년 TVING 오리지널 드라마 《우씨왕후》 ... 모치 역
- 2025년 Disney+ 오리지널 드라마 《트리거》 … 최호성 역

### 영화
- 2002년 《유아독존》 ... 직원 1 역
- 2011년 《퍼펙트 게임》 ... 강현수 역
- 2013년 《러브 투모로우》 ... 준 역
- 2014년 《다우더》 ... 진우 역

## 예능
- 2008년 MBC 드라마넷 《MT왕》
- 2015년 tvN 《SNL 코리아 (시즌 6)》
- 2015년 채널A 《부르면 갑니다 머슴아들》